# Никитин, Сергей Васильевич
Сергей Васильевич Никитин (род. 2 августа 1963, Москва) — советский и российский футболист, защитник. Призёр чемпионатов СССР.
Воспитанник «Футбольной школы молодёжи». Первый клуб — «Спартак», в котором за три года он сыграл 3 матча и не забил ни одного гола. Пик карьеры наступил в ярославском «Шиннике», за который он сыграл более 150 матчей и забил 7 голов. Также играл за «Спартак» Орджоникидзе, смоленскую «Искру». В 1993—1995 играл за клуб «Асмарал» (Москва).
После окончания карьеры тренировал московскую «Смену». В настоящее время[уточнить] тренер подмосковной команды Олимп-СКОПА.

## Достижение
- Призер Высшей лиги СССР: 1983.
- Бронза Высшей лиги СССР: 1982.